# Kadź (naczynie)
Kadź (od gr. kados) – duże, otwarte naczynie, dawniej wykonane zwykle z drewna, współcześnie także z metalu lub betonu. Wyrobem kadzi zajmował się bednarz.
Obecnie, głównie z powodów higienicznych, kadzie są wykonywane ze stali nierdzewnej, miedzi, ceramiki lub innych łatwych do czyszczenia materiałów.

## Przeznaczenie kadzi
Miało zastosowanie zarówno w gospodarstwie domowym (przechowywanie żywności), jak i w przemyśle hutniczym, browarniczym (do fermentacji i starzenia wina oraz w browarach do zacierania – kadź zacierna; i fermentowania piwa – kadź fermentacyjna), celulozowo-papierniczym czy farbiarskim (patrz: barwiarka zwrotna). Kadzie używane były także w garbarniach.